# Ленинградска област
Ленинградска област е субект на Руската федерация, разположена е в Северозападния федерален окръг на Русия. Площ 83 908 km2 (39-о място по големина в Руската Федерация, 0,49% от нейната площ). Население на 1 януари 2018 г. 1 813 677 души (28-о място в Руската Федерация, 1,23% от нейното население). Административен център град Санкт Петербург, който е със статут на град от федерално значение – самостоятелен субект на Руската Федерация. Разстояние от Москва до Санкт Петербург 651 km.

## Историческа справка
Първите градски селища на територията на областта възникват в края на ХІІІ в.: Виборг – 1293 г. (от 1493 г. град) и Приозерск – 1295 г. През 1323 г. възниква град Шлиселбург, а през ХVІІІ в. градовете: Кингисеп (1703 г.), Нова Ладога (1704 г.), Тихвин (1773 г.), Луга (1777 г.), Лодейно Поле (1785 г.) и Гатчина (1795 г.). Ленинградска област е образувана на 1 август 1927 г.

## Географска характеристика

### Географско положение, граници, големина
Ленинградска област се намира в северозападната част на Европейска Русия в Северозападния федерален окръг. На северозапад граничи с Финландия, на север – с Република Карелия, на изток – с Вологодска област, на юг – с Новгородска област, на югозапад – с Псковска област и на запад – с Естония и Балтийско море. В централната ѝ част, като анклав е разположен град Санкт Петербург, който е със статут на град от федерално значение – самостоятелен субект на Руската Федерация. В тези си граници заема площ от 83 908 km2 (39-о място по големина в Руската Федерация, 0,49% от нейната площ).

### Релеф
Областта е разположена в северозападната част на Източноевропейската равнина, по крайбрежието на Финския залив на Балтийско море. Бреговата линия на Финския залив (330 km) е слабо разчленена, с изключение на района на Виборгския залив, а на юг за разположени големите Копорски, Нарвски и Лужки заливи. Релефът е равнинен с ясно изразени следи от бившия континентален ледник. Голяма част от областта е заета от низини: Виборгска, Приозерска, Вуоксинска, Свирска, Приладожка, Предглинтова, Плюска, Лужка, Волховска и Тихвинска. Южно от Финския залив и Ладожкото езеро се простира високият до 40 – 60 m Балтийско-Ладожки отстъп, т.нар. глинт, явяващ се бряг на древно море. На юг от него е разположено Ордовикското плато, в пределите на което се намира Ижорското възвишение (168 m) и други по-малки. Освен това в предлите на областта попадат части от други възвишения: североизточната част на Лужкото възвишение (до 140 m), Вепсовско възвишение (около 300 m), Тихвински рид, Лемболовско възвишение (до 200 m) и отделни малки височини около Ленинград: Пулковска, Перголовска и др.

### Климат
Климатът е преходен от морски към континентален. Зимата е умерено студена със средна януарска температура от -7 до -11 °C, а лятото е прохладно със средна юлска температура от 15 до 17,5 °C. Територията на областта попада в зоната на високо овлажняване, като годишната сума на валежите е от 550 mm на изток до 850 mm на запад. Снежната покривка се задържа 120 – 160 денонощия, а вегетационния период (минимална денонощна температура 5 °C) е 150 – 170 дни.

### Води
В Ленинградска област има над 25,1 хил. реки (с дължина над 1 km) с обща дължина около 50 хил.km, като 95% от територията ѝ принадлежи към водосборния басейн на Балтийско море, а крайните югоизточни райони (5%) – към водосборния басейн на река Волга. Главна река в областта е Нева, изтичаща от Ладожкото езеро и вливаща се във Финския залив на Балтийско море. Към нейния водосборен басейн са големите реки: Вуокса, Волхов, Сяс и Свир, вливащи се в Ладожкото езеро. В Балтийско море се вливат и реките Нарва (в Нарвския залив) и Луга (в Лужкия залив). Подхранването на реките в Ленинградска област е смесено с преобладаване на снежното и дъждовното. Водният им режим се характеризира с високо пролетно пълноводие, лятно-есенно маловодие прекъсвано от епизодични прииждания в резултат от поройни дъждове (предимно през есента) и ясно изразено зимно маловодие. Замръзват през ноември – декември, а се размразяват през април – май.
На територията на областта има над 6,8 хил. езера с обща площ около 12,1 хил. km2 (езерност 14,42%), в т.ч. около 3,13 хил. езера с площ над 10 дка. Те са разположени неравномерно. Най-много са в северозападната част на региона, където са концентрирани и най-големите. на изток също има много езера, но са предимно малки, а в югозападната част са малко, но са сравнително големи. Голяма част от езерата са с ледников произход, а най-големите Ладожкото и Онежкото езеро са с ледниково-тектонски произход. По долините на големите реки са разположени крайречни езера, а средблатните масиви – блатни езера. По крайбрежието на Финския залив има множество лагунни езера със солена вода, а в източните части на областта – временни карстови езера. Много от езерата са съединен едно с друго с тесни протоци, образуващи езерно-речни системи. На територията на Ленинградска област е разположена южната част (около 55%) на най-голямото европейско езеро – Ладожкото и югозападната част (около 1,6%) на Онежкото езеро. Други по-големи езера са Вуокса и Отрадно на Карелския провлак. Най-големите изкуствени водоеми са Нарвското на река Нарва и Верхнесвирското водохранилище на река Свир, което включва в себе си цялото Онежко езеро.
Блатата и заблатените земи заемат 9,89% от нейната територия – 8299 km2 и са групирани в пет блатни региона: Мшинска блатна система, Берьозови острови във Финския залив, Кургалския полуостров на Финския залив, Свирския залив на Ладожкото езеро и южното крайбрежие на Финския залив.

### Почви, растителност
Преобладаващите почви са подзолисти и блатисти. Най-благоприятни за земеделска дейност са ливадно-карбонатните и алувиалните почви. Голяма част от почвите са силно овлажнени, повишена киселинност и се нуждаят от мелиоративни мероприятия.
Горите заемат 54% от територията на областта, като преобладават бор, смърч, бреза и осика, като са най-разпространени в североизточните райони, а пасищата – 3,2%. Общите запаси от дървен материал се оценяват на 480 млн. m3.

## Население
На 1 януари 2018 населението на Ленинградска област наброява 1 813 677 души (28-о място в Руската Федерация, 1,23% от нейното население). Гъстота 21,62 души/km2. Градско население 63,27%. При преброяването през 2010 г. етническия състав е следния: руснаци 92,7%, украинци 2,0%, беларуси 1,1%.

## Административно-териториално деление
В административно-териториално отношение Ленинградски област се дели на 1 областен градски окръг, 17 муниципални района, 31 града, в т.ч. 16 града с областно подчинение (Бокситогорск), Волхов, Всеволожск, Виборг, Гатчина, Кингисеп, Кириши, Кировск, Лодейно Поле, Луга, Подпороже, Приозерск, Сланци, Соснови Бор, Тихвин и Тосно, 15 града с районно подчинение и 36 селища от градски тип.
| Административна единица | Площ (km2) | Население (2018 г.) | Административен център | Население (2018 г.) | Разстояние до Санкт Петербург (в km) | Други градове и сгт с районно подчинение                                                  |
| ----------------------- | ---------- | ------------------- | ---------------------- | ------------------- | ------------------------------------ | ----------------------------------------------------------------------------------------- |
| Областни градски окръзи |            |                     |                        |                     |                                      |                                                                                           |
| 1. Соснови Бор          | 72         | 68 045              | гр. Соснови Бор        | 68 045              | 81                                   |                                                                                           |
| Муниципални райони      |            |                     |                        |                     |                                      |                                                                                           |
| 1. Бокситогорски        | 7202       | 50 412              | гр. Бокситогорск       | 15 406              | 245                                  | гр. Пикальово, Ефимовски                                                                  |
| 2. Волосовски           | 2681       | 51 923              | гр. Волосово           | 36 635              | 113                                  |                                                                                           |
| 3. Волховски            | 5125       | 91 268              | гр. Волхов             | 45 195              | 122                                  | гр. Нова Ладога, гр. Сястрой                                                              |
| 4. Всеволожки           | 2945       | 326 753             | гр. Всеволожск         | 70 292              | 24                                   | гр. Сертолово, Дубровка, Кузмоловски, им. Морозова, Рахя, им. Свердлова, Токсово, Янино-1 |
| 5. Виборгски            | 7546       | 202 766             | гр. Виборг             | 78 457              | 130                                  | гр. Висоцк, гр. Каменогорск, гр. Приморск, гр. Светогорск, Лесогорски, Рошчино, Советски  |
| 6. Гатченски            | 2892       | 245 619             | гр. Гатчина            | 95 186              | 46                                   | гр. Комунар, Вирица, Дружная Горка, Сиверски, Тайци                                       |
| 7. Кингисепски          | 2907       | 78 697              | гр. Кингисеп           | 47 312              | 138                                  | гр. Ивангород                                                                             |
| 8. Киришки              | 3045       | 63 666              | гр. Кириши             | 51 930              | 115                                  | Будогошч                                                                                  |
| 9. Кировски             | 2590       | 105 084             | гр. Кировск            | 25 978              | 55                                   | гр. Отрадно, гр. Шлиселбург, Мга, Назия, Павлово, Приладожки, Синявино                    |
| 10. Лодейнополски       | 4911       | 29 223              | гр. Лодейно Поле       | 19 671              | 244                                  | Свирстрой                                                                                 |
| 11. Ломоносовски        | 1919       | 69 861              | гр. Ломоносов          |                     | 40                                   | Болшая Ижора, Виллези, Лебяже, Новоселе                                                   |
| 12. Лужки               | 6006       | 74 117              | гр. Луга               | 35 785              | 139                                  | Толмачево                                                                                 |
| 13. Подпорожки          | 7706       | 29 732              | гр. Подпороже          | 17 678              | 285                                  | Важини, Вознесене, Николски                                                               |
| 14. Приозерски          | 3597       | 62 039              | гр. Приозерск          | 18 616              | 142                                  | Кузнечное                                                                                 |
| 15. Сланцевски          | 2191       | 43 229              | гр. Сланци             | 32 838              | 192                                  |                                                                                           |
| 16. Тихвински           | 7018       | 69 800              | гр. Тихвин             | 57 900              | 200                                  |                                                                                           |
| 17. Тосненски           | 3656       | 129 682             | гр. Тосно              | 37 875              | 53                                   | гр. Любан, гр. Николско, Красни Бор, Рябово, Уляновка, Форносово, Фьодоровское            |

|  | Тази страница частично или изцяло представлява превод на страницата „Административно-территориальное деление Ленинградской области“ в Уикипедия на руски. Оригиналният текст, както и този превод, са защитени от Лиценза „Криейтив Комънс – Признание – Споделяне на споделеното“, а за съдържание, създадено преди юни 2009 година – от Лиценза за свободна документация на ГНУ. Прегледайте историята на редакциите на оригиналната страница, както и на преводната страница, за да видите списъка на съавторите. ВАЖНО: Този шаблон се отнася единствено до авторските права върху съдържанието на статията. Добавянето му не отменя изискването да се посочват конкретни източници на твърденията, които да бъдат благонадеждни. |

## Селско стопанство
Растениевъдството е половината от тази индустрия. Отглеждат се фуражни култури, както и картофи и зеленчуци. Има свиневъдство и птицевъдство.
| хиляди хектара | 357 | 436,7 | 402,7 | 386,7 | 293,3 | 250,5 | 229,9 |